# روجر بولينج (فنان قتال مختلط)
روجر بولينج (بالإنجليزية: Roger Bowling) هو فنان قتال مختلط أمريكي، ولد في 8 مايو 1982 في نيفيل في الولايات المتحدة.

## وصلات خارجية
- روجر بولينج على موقع يو إف سي (الإنجليزية)
- روجر بولينج على موقع شيردوغ (الإنجليزية)
- روجر بولينج على موقع IMDb (الإنجليزية)